# La morte di Cleopatra (Damià Campeny)
La morte di Cleopatra (in catalano La mort de Cleòpatra) è una scultura realizzata da Damià Campeny i Estrany intorno al 1804. Una versione fusa in bronzo dalla giunta dei musei nel 1934, a partire dal gesso in deposito dal 1904 presso il consiglio provinciale d'agricoltura, d'industria e di commercio di Barcellona, è conservata al museo nazionale d'arte della Catalogna, con il numero d'inventario 010681-000.
Nello stesso museo si conserva un'altra versione dell'opera, realizzata in terracotta e di dimensioni ridotte (9,5 x 19,5 x 7,5 cm), che entrò a far parte della collezione, con il numero d'inventario 010372-000, nel 1922, tramite un acquisto del museo.

## Descrizione
L'opera ritrae la morte di Cleopatra, l'ultima regina dell'Egitto tolemaico prima della conquista da parte dei Romani. La regina viene ritratta seduta su una sedia decorata ai lati da due canidi, mentre l'aspide, che secondo la versione più celebre della storia sarebbe stato il mezzo con il quale ella si sarebbe suicidata, striscia lungo il suo braccio. 
L'opera è molto simile a un'altra celebre scultura dell'artista catalano, la Lucrezia morente, della quale esiste una versione in bronzo conservata nello stesso museo di Barcellona: entrambe queste figure sono accumunate dal tema del suicidio, in quanto Lucrezia si era tolta la vita dopo essere stata stuprata e Cleopatra si era ammazzata per non diventare prigioniera dei Romani. A differenza della Lucrezia morente, Campeny non riuscì mai a realizzare una versione marmorea di quest'opera.